# اچیسون، آلبرتا
اکسون، البرتا (به انگلیسی: Acheson, Alberta) در کانادا است که در آلبرتا واقع شده‌است.